# バスレクリエーション
バスレクリエーションはバスの中で行うレクリエーションである。バスレクと呼ばれる。

## 概要
主に学校などにおいて、遠足や修学旅行に行く際、貸切バスの中でイベントを行う。
普通バスレクの参加は任意でなく、全員で行う。
これは、長時間の移動の間、暇をもてあまさないようにするために行うものであり、またそのバスを利用している団体の連帯感を促すことにも繋がる。
しかし、バスレクを続け過ぎると乗り物にそう弱くない人でも乗り物酔いしてしまう恐れがあるため、適切な休憩を入れることと、あまり一カ所を見続けるようなバスレクをしないことが望ましい。
バスレクを主催するのは、先生または生徒による実行委員に準ずる人である場合が多い。貸切バスには多くの場合マイクが備え付けられており、それを利用してバスレクの進行を取り仕切ることが一般的である。
走行中にバスの中を立ち歩くことは危険である。そのためバスレクには参加者の移動を要するものは避けられる。そのためその場で座ったままできるレクリエーションであることが必須条件となってくる。
バスレクは多くの場合、行きに行われ、帰りに行われることは少ない。これは、帰りには寝てしまう人がいてゲームがスムーズに進行しないこと、またそれでなくても疲れていてバスレクをする気分になれないことが理由としてあげられる。そのため帰りにはバスレクではなく、バスに備え付けられているテレビで、ビデオを見ることが多い。（映画が多い）

## バスレクの例
- ビンゴゲーム
- 伝言ゲーム
- いつどこでだれが何をした作文ゲーム
- イントロクイズ
- しりとり
- 連想ゲーム
- 心理テスト
- カラオケ
- マジカルバナナ